# Live in Madrid (Alan Parsons)
Live in Madrid è un DVD di Alan Parsons di un concerto tenutosi a Madrid il 4 maggio del 2004, pubblicato nel 2005.

## Descrizione
Il DVD Comprende brani tratti dal repertorio del The Alan Parsons Project,  il brano More Lost Without Youd deriva dall'album solista di Parsons del 2004 A Valid Path.
Al termine dei concerti tenuti nel 2005 il DVD veniva venduto ed autografato al momento da Alan Parsons.
Nel 2010 ne è stata realizzata una versione su CD audio intitolata Eye 2 Eye: Live in Madrid, dalla Frontiers Records e con diversa copertina.

## Copertina e grafica
La grafica è stata curata da Storm Thorgerson

## Tracce
Testi e musiche di Eric Woolfson e Alan Parsons, traccia 9 P.J. Olsson; edizioni musicali Keyfax New Media.
1. I Robot (I Robot - 1977) – 5:34 – Strumentale
2. Can't Take It With You (Pyramid - 1978) – 4:48
3. Don't Answer Me (Ammonia Avenue - 1984) – 4:39
4. Breakdown / The Raven (I Robot - 1977 • Tales of Mystery and Imagination - Edgar Allan Poe - 1976) – 5:44 – Strumentale
5. Time (The Turn of a Friendly Card - 1980) – 5:24
6. Psychobabble (Eye in the Sky - 1982) – 7:32
7. I Wouldnt Want To Be Like You (I Robot - 1977) – 3:56
8. Damned If I Do (Eve - 1979) – 5:31
9. More Lost Without You (A Valid Path - 2004) – 3:25 – autore testi e musiche: P.J. Olsson
10. Don't Let It Show (I Robot - 1977) – 4:25 – Voce: Steve Murphy
11. Prime Time (Ammonia Avenue - 1984) – 5:58
12. Sirius / Eye in the Sky (Eye in the Sky - 1982 • Eye in the Sky - 1982) – 7:12
13. (The System of) Doctor Tarr and Professor Fether (Tales of Mystery and Imagination - Edgar Allan Poe - 1976) – 4:13
14. Games People Play (The Turn of a Friendly Card - 1980) – 5:18

Durata totale: 73:39

## Formazione

### Alan Parsons Live Project
- Alan Parsons – voce, chitarra acustica, tastiera
- P.J. Olsson – voce, chitarra acustica
- Godfrey Townsend - chitarra, voce
- Steve Murphy - batteria, voce (traccia 10)
- Manny Focarazzo - tastiere, voce
- John Montagna - basso, voce